# Jersey zászlaja
Mintegy kétszáz éven keresztül Jersey zászlaja fehér volt, vörös andráskereszttel. A címert, amellyel 1980-ban egészítették ki, 1290 táján adományozta I. Edward, Anglia királya Jersey bailiffjének. A pajzsot ősi korona díszíti, amely a Plantagenet-háznak tulajdonított koronához hasonlít.